# 초코보의 불가사의 던전 2
《초코보의 불가사의 던전 2》는 스퀘어가 제작한 1998년 롤플레잉 비디오 게임이다. 《파이널 판타지》 시리즈의 외전이자 《불가사의 던전》과의 크로스오버 작품으로, 1997년 게임 《초코보의 불가사의 던전》의 후속작이다. 플레이스테이션 플랫폼으로 개발돼 일본서 1998년 12월 23일 출시됐다. 북미 지역에선 《초코보의 던전 2》라는 제목으로 1999년 11월 30일 발매됐다.
주인공 초코보를 조종해 임의로 생성된 던전을 돌파하는 것이 주목표이다. 초코보 이외에 《파이널 판타지》 등장인물 시드, 시로마 및 모그리를 동료로 삼아 함께 전투할 수 있다.

## 반응
일본 잡지 〈패미통〉 2000년 11월 호에서 《초코보의 불가사의 던전 2》를 '플레이스테이션 최고의 게임' 53위로 선정했다.

## 참조

### 내용주
1. ↑  일본어: チョコボの不思議なダンジョン2
2. ↑  영어: Chocobo's Dungeon 2